# الصياد الأحمر (زاحف)
الصياد الأحمر (التسمية الثنائية:†Erythrovenator) هو جنس منقرض من الديناصورات وحشية الأرجل القاعدية من فترة الثلاثي المتأخر في ريو غراندي دو سول، البرازيل. النوع النمطي الصياد الأحمر الجاكوي (†Erythrovenator jacuiensis) وصف في عام 2020.

## التصنيف
وضع تحليل علم الوراثة الصياد الأحمر باعتباره أكثر وحشيات الأرجل قاعدية مدعومًا ببنية المدور الأمامي (anterior trochanter). وهذا من شأنه أن يجعله واحد من أقدم وحشيات الأرجل المعروفة والتي يمكن التحقق منها وواحدة من القلائل المعروفة من العصر الثلاثي في البرازيل. ومن الأجناس التي يحتمل أن تكون من وحشيات الأرجل الأقدم هي راكض الفجر (من الأرجنتين) والناندمريم (أيضًا من البرازيل) وعظائيات هيريرا، لكن هذه الأجناس لا تعتبر بالإجماع من وحشيات الأرجل. يعتبر الناندمريم الآن من شبيهات عظائيات الأرجل القاعدية. الدهشوش وعظاءة كامب، جنسان من جوفيات الشكل من الولايات المتحدة الأمريكية، هما الوحيدين الآخرين المتفق عليهما من وحشيات الأرجل والتي قد يكون لها عمر مشابه للصياد الأحمر.